# Farciennes
Farcienneslà một đô thị Wallonia ở tỉnh Hainaut. Tại thời điểm ngày 1 tháng 1 năm 2006 Chapelle-lez-Herlaimont có dân số 11.099 người. Tổng diện tích là 10,39 km² với mật độ dân số là 1069 người trên mỗi km². Đô thị này nằm ở entre-Sambre-et-Meuse ở Charleroi.
Trong quá khứ, Farciennes là một thành phố công nghiệp. Nó suy giảm với việc đóng cửa cuối cùng mỏ than Wallonia, cụ thể là trục Sainte-Catherine của công ty Roton, và sự sụp đổ của ngành công nghiệp sắt và thép, đơn vị sử dụng lao động trước đây là lớn trong khu vực giữa Liège và Charleroi. Ngày nay, vị trí đóng của công ty Roton đã được phát triển để thích ứng với các doanh nghiệp nhỏ và vừa.
Kể từ khi sáp nhập của xã năm 1977, xã nhỏ của Pironchamps đã được tích hợp vào Farciennes. Các huyện Wainage, Wairchat và Tergnée đã và vẫn là một phần của lãnh thổ của Farciennes.

## Người địa phương nổi tiếng
Alphonse Briart